# Deutsche Handballmeisterschaft (Frauen) 1960
Die dritte deutsche Meisterschaft im Hallenhandball der Frauen wurde am 12. März 1960 in Münster ausgetragen. Die Meister der Regionalverbände Süd, Südwest, Nord und Berlin sowie zwei Vertreter des veranstaltenden Regionalverbands West  hatten sich für die Endrunde qualifiziert. Die sechs Mannschaften spielten zunächst in zwei Gruppen. Die jeweils zwei Bestplatzierten zogen in das Halbfinale ein, die beiden Gruppenletzten bestritten das Spiel um Platz fünf. Deutscher Meister wurde der RSV Mülheim.

## Teilnehmer
- SSC Südwest Berlin (Meister Berlin)
- Eimsbütteler TV (Meister Nord)
- 1. FC Nürnberg (Meister Süd)
- TV Vorwärts Frankfurt (Meister Südwest)
- SC Greven 09 (Meister West)
- RSV Mülheim (Vizemeister West)

## Spielergebnisse

### Gruppenzusammensetzung
- Gruppe A: SC Greven 09, Eimsbütteler TV, TV Vorwärts Frankfurt;
- Gruppe B: RSV Mülheim, 1. FC Nürnberg, SSC Südwest Berlin.

### Spiel um Platz 5
- TV Vorwärts Frankfurt – SSC Südwest Berlin 3:2 (2:1)

### Halbfinale
- RSV Mülheim – SC Greven 09 4:3
- 1. FC Nürnberg – Eimsbütteler TV 3:2

### Spiel um Platz 3
- SC Greven 09 – Eimsbütteler TV 2:1

### Finale
- RSV Mülheim – 1. FC Nürnberg 10:5 (7:3)